# Semmelweis Egyetem Urológiai Klinika
A Semmelweis Egyetem Urológiai Klinika egy nagy múltú budapesti egészségügyi intézmény.

## Története
A Budapest józsefvárosi úgynevezett Rekettyefejűek Közösségekülső klinikai tömb épületeként az Üllői út 78/b szám alatt 1910-ben felépült klinika Korb Flóris és Giergl Kálmán tervei alapján. Vezetője a magyarországi urológia megteremtője, Illyés Géza volt. Az intézmény többek között urológiai daganatos betegségek, vizelettartási- és ürítési problémák, illetve nemi szervekkel kapcsolatos sebészeti tevékenységek ellátásával foglalkozik.

## Igazgatói
- Illyés Géza 1943-ig
- Minder Gyula 1943-1945
- Babics Antal 1946-1974
- Balogh Ferenc 1974-1986
- Frang Dezső 1986-1997
- Romics Imre 1997-2012
- Nyirády Péter 2012-

## Egyéb szakirodalom
- Pestessy József: Józsefvárosi orvosok, kórházak, klinikák, Budapest Józsefvárosi Önkormányzat, Budapest, 2002